# Athyrium micropterum
Athyrium micropterum är en majbräkenväxtart som beskrevs av Fraser-jenkins. Athyrium micropterum ingår i släktet Athyrium och familjen Athyriaceae. Inga underarter finns listade.